# 1993 (число)
Вижте пояснителната страница за други значения на 1993.
1993 (хиляда деветстотин деветдесет и три) е просто, естествено, цяло число, следващо 1992 и предхождащо 1994.
Хиляда деветстотин деветдесет и три с арабски цифри се записва „1993“, а с римски цифри – „MCMXCIII“. Числото 1993 е съставено от четири цифри от позиционните бройни системи – 1 (едно), 9 (девет), 3 (три).

## Общи сведения
- 1993 е нечетно число.
- 1993 е година от Новата ера.